# Nagyhind
Nagyhind (más néven Alsóhind, szlovákul Veľké Chyndice) község Szlovákiában, a Nyitrai kerületben, a Nyitrai járásban.

## Fekvése
Nyitrától 17 km-re keletre fekszik.

## Története
A település neve személynévi eredetű lehet.
1234-ben "Hymd" alakban említik először, első lakói halászok és királyi udvarnokok voltak. 1268-ban "Hynd" alakban szerepel a korabeli forrásokban. 1274-ben egy gyanús oklevélben szerepel. 1287-ben a hindi nemesek földügyleteiről szerzünk tudomást. 1287-ben Gímes várának uradalmához tartozott. Csák Máté elfoglalta, de halála után a falu ismét királyi birtok lett. 1338-ban Hymd-i Salamon királyi emberként, Hynd-i Syke fia Mihály pedig nádori, majd királyi emberként szerepel. 1362-ben Hynd-i János nádori emberként szerepel. Csak 1386-ban Forgách Balázs közbenjárására kapta vissza a Forgách család. 1397-ben a Forgách családot iktatták be ebbe a birtokba is.
1470-ben "Naghynd" alakban szerepel. 1494-ben Petrus de Hind szerepel.
1570-ben 6 házában 23 fejadófizető személyt írtak össze. 1576-ban elfoglalta és kirabolta a török. 1664-ben Nyitra náhijébe tartozott, és a török adóösszeírás szerint 6 háztartásában 9 fejadófizető személy lakott. 1698-ban Forgách Simon szerzett rá I. Lipóttól adományt.
1715-ben 14, 1720-ban 20 háza volt. 1787-ben 33 házában 235 lakos élt. 1828-ban 45 háza és 317 lakosa volt, akik főként mezőgazdasággal foglalkoztak. A 18. században a Malonyay, Paluskay és Koller családok birtoka. A 19. században a nagymányai uradalom része.
Vályi András szerint "Nagy, és Kis Hind. Két tót faluk Bars Várm. földes Urai Berthóld, és több Urak, lakosaik katolikusok, fekszenek Verebélyhez fél mértföldnyire, szőleji vagynak, földgyeik, réttyeik meglehetősek."
Fényes Elek szerint "Hind (Nagy és Kis), két egymás mellett lévő magyar falu, Nyitra vmegyében, a Zsitva vize mellett: az első 284 kath., lak., kath. paroch. templommal; a második 451 kath., 80 zsidó lak. – Határuk róna s bő termékenységü; széna, nád elég. F. u. többen. Ut. p. Verebély."
A trianoni békeszerződésig Nyitra vármegye Nyitrai járásához tartozott. Az első bécsi döntés következtében a honvédség csak a kijelölt katonai határvonalig szállta meg a visszacsatolt területeket. Nyitra és Pozsony megyében Alsójattó, Kalász, Nagycétény, Nagyhind és Vága a magyar-csehszlovák határmegállapító bizottság megegyezése következtében kerültek vissza. Ennek ellenére történtek határsértések, amelyek során a helyi lakosok magyar katonákat vendégeltek meg a faluban még a visszacsatolás előtt. 1939 és 1945 között újra Magyarország része volt. A visszacsatolás után a falu színjátszó csoportja kapcsolatba került a Gyöngyösbokréta mozgalommal, többször felléptek Budapesten is. Az iskola tanára a második világháborúban, 1942-ben az orosz fronton esett el.
1952 novemberében a nyelvatlaszgyűjtés keretében folyt nyelvészeti vizsgálat a faluban. 1992-ben Kishind és Nagyhind szétvált.
Ún. siska típusú kemence is ismert a faluból.

## Népessége
| Év:            | 1994. | 2004.   | 2014.   | 2024.   |
| -------------- | ----- | ------- | ------- | ------- |
| Emberek száma: | 367   | 342     | 319     | 339     |
| Eltérés:       |       | -6,81 % | -6,72 % | +6,26 % |

| Év:            | 2023. | 2024.   |
| -------------- | ----- | ------- |
| Emberek száma: | 344   | 339     |
| Eltérés:       |       | -1,45 % |

1850-ben 342 lakosa volt.
1880-ban 389 lakosából 340 magyar és 37 szlovák anyanyelvű volt.
1890-ben 363 lakosából 325 magyar és 30 szlovák anyanyelvű volt.
1900-ban 400 lakosából 352 magyar és 34 szlovák anyanyelvű volt.
1910-ben 406 lakosából 390 magyar, 14 szlovák és 2 német anyanyelvű volt.
1921-ben 495 lakosából 490 (99,0%) magyar és 4 (0,8%) csehszlovák.
1930-ban 483 lakosából 414 magyar és 69 csehszlovák volt.
1941-ben 457 lakosából 441 magyar és 12 szlovák volt.
1970-ben 498 lakosából 249 szlovák és 243 magyar volt.
1980-ban Kishinddel együtt 917 lakosából 791 szlovák és 117 magyar volt.
1991-ben Kishinddel együtt 760 lakosából 643 szlovák és 117 magyar volt.
2001-ben 350 lakosából 260 szlovák és 87 magyar volt.
2011-ben 304 lakosából 249 szlovák és 53 magyar volt.
2021-ben 338 lakosából 292 (+8) szlovák, 35 (+4) magyar, (+2) egyéb és 11 ismeretlen nemzetiségű volt.

## Neves személyek
- Itt szolgált Alapy János (?-1778) nagyváradi prépost-kanonok, dulcignói címzetes püspök és a Hétszemélyes Tábla bírája.
- Itt szolgált Vincze Károly (1844-1923) esperes, plébános, kanonok.
- Itt szolgált Cservenka Kálmán (1879-1943) nagyhindi plébános, kerületi esperes.[26]
- Itt is szolgált Zsák Lajos (1891-1972) plébános, kanonok.
- Itt is tanított Major István (1887-1963) tanár, kommunista politikus, diplomata, magyarországi csehszlovák nagykövet, szerkesztő.
- Itt is tanított Simunek Béla tanító.

## Nevezetességei

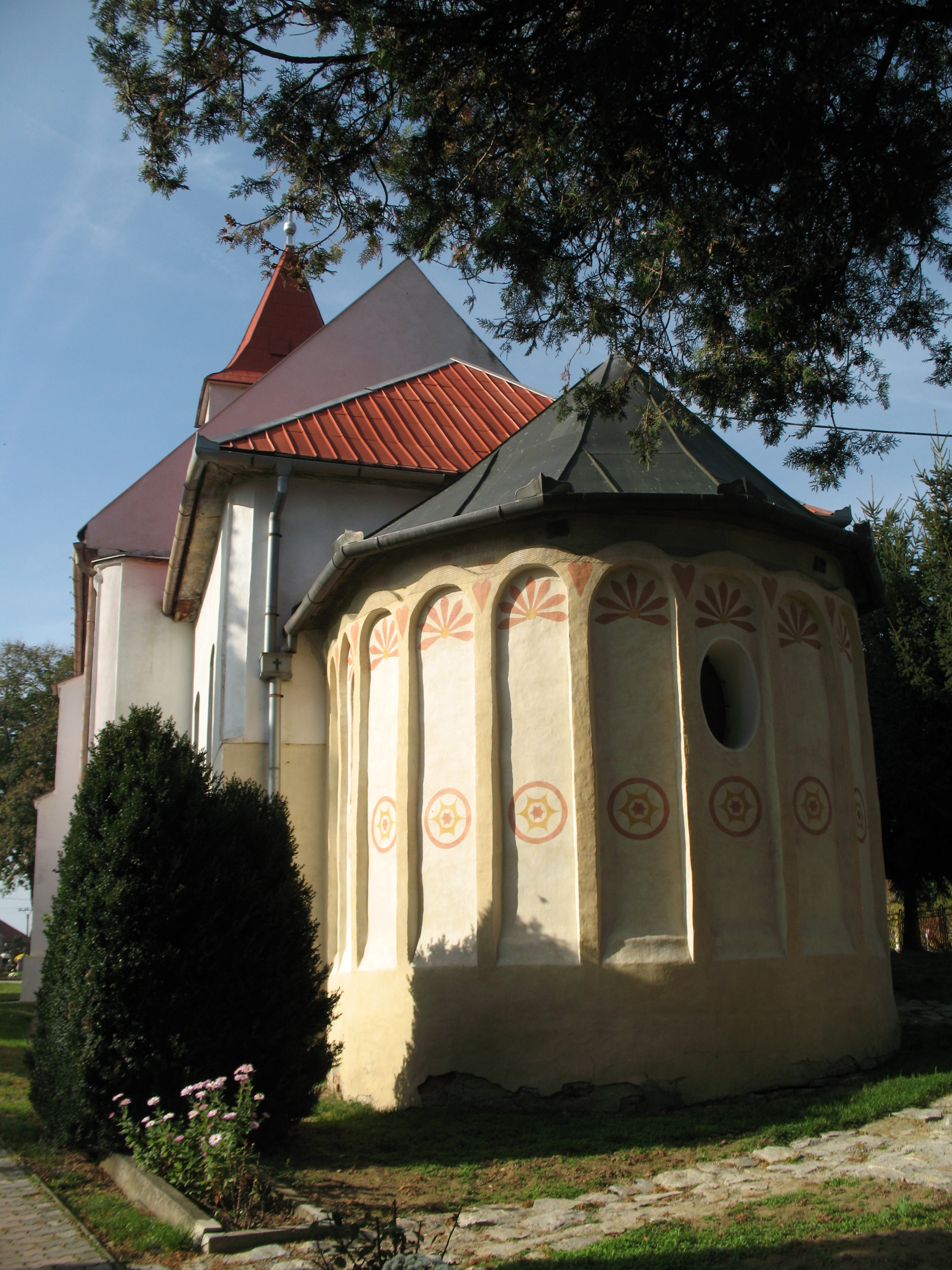
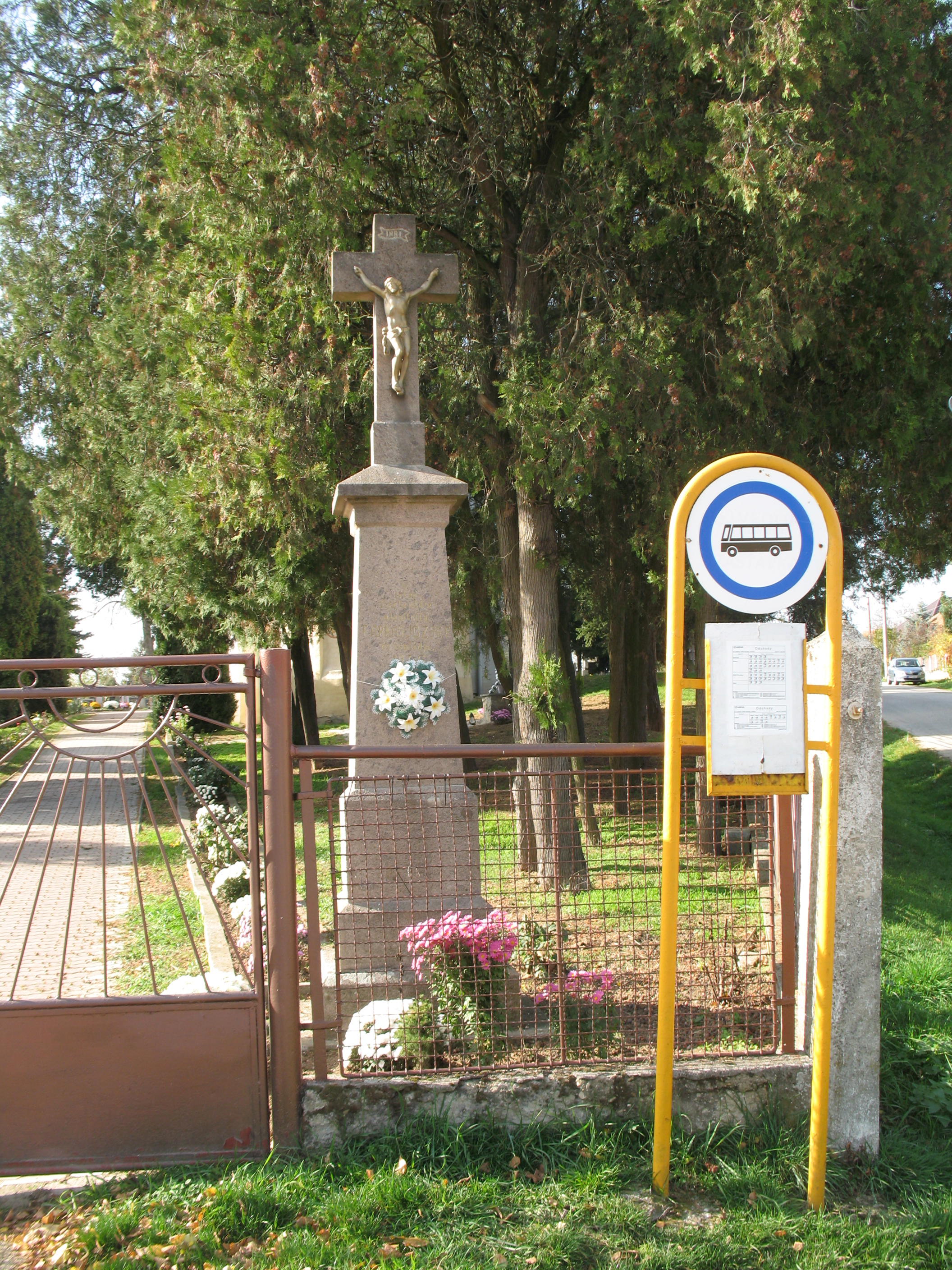
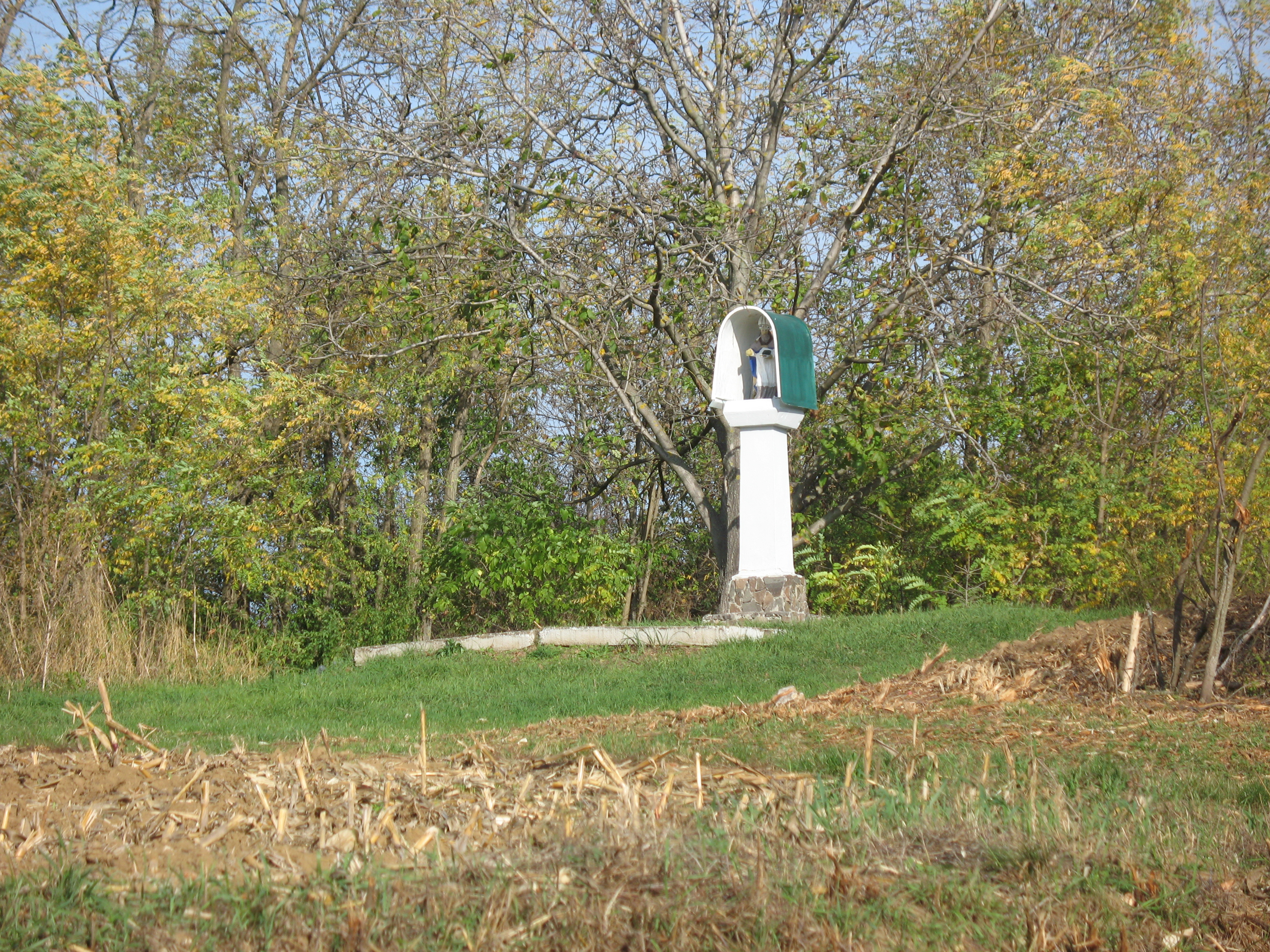
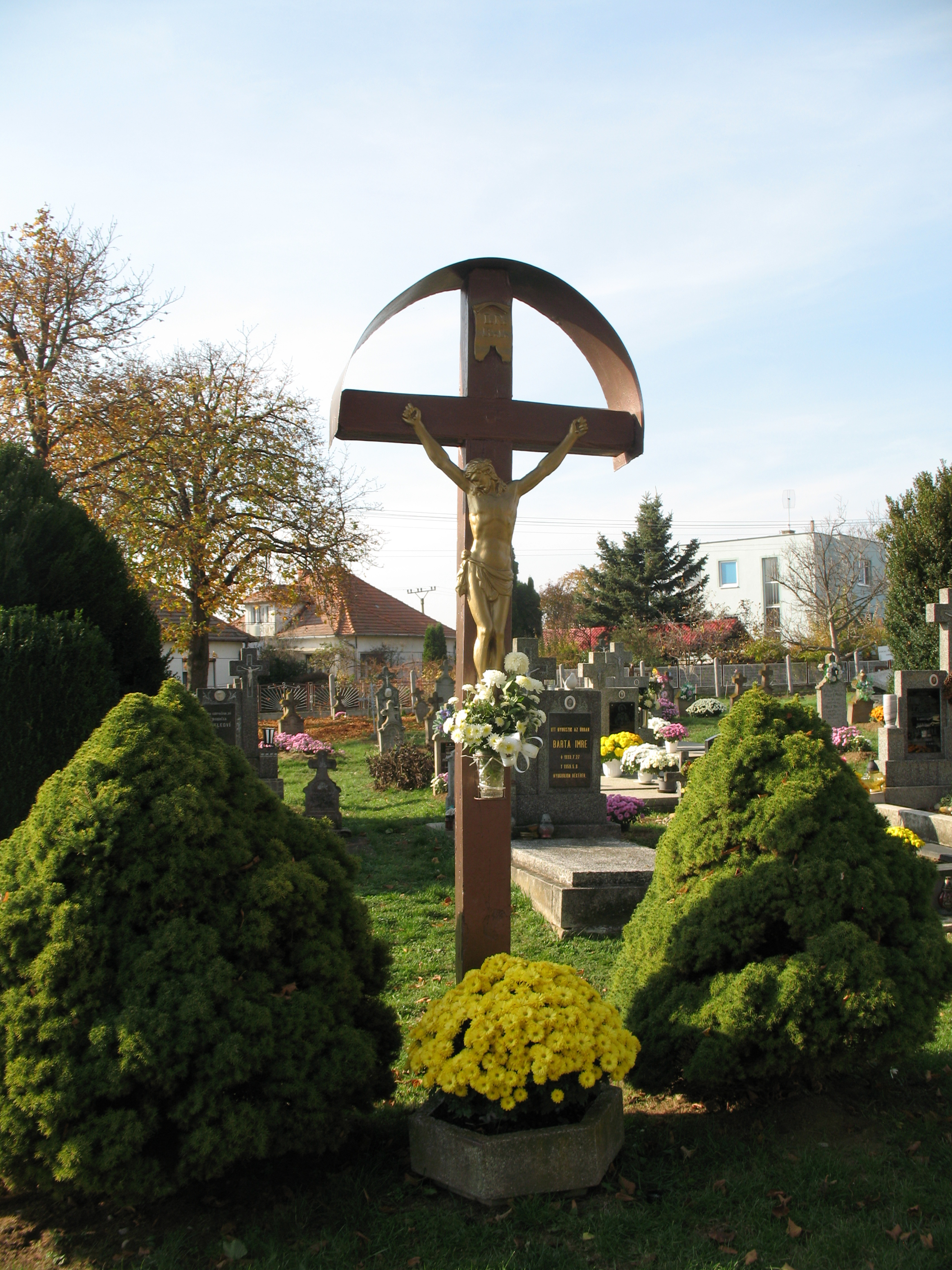
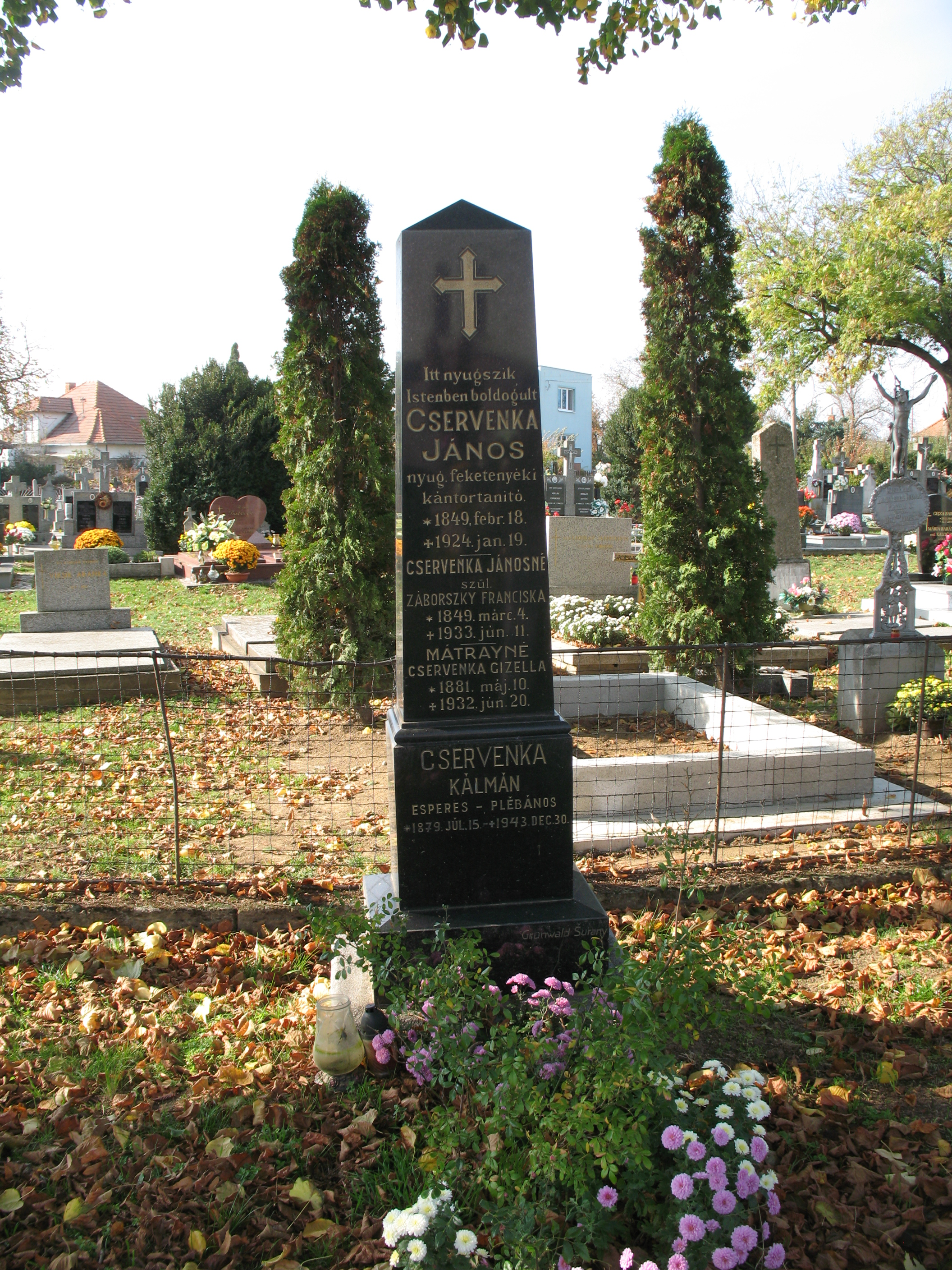
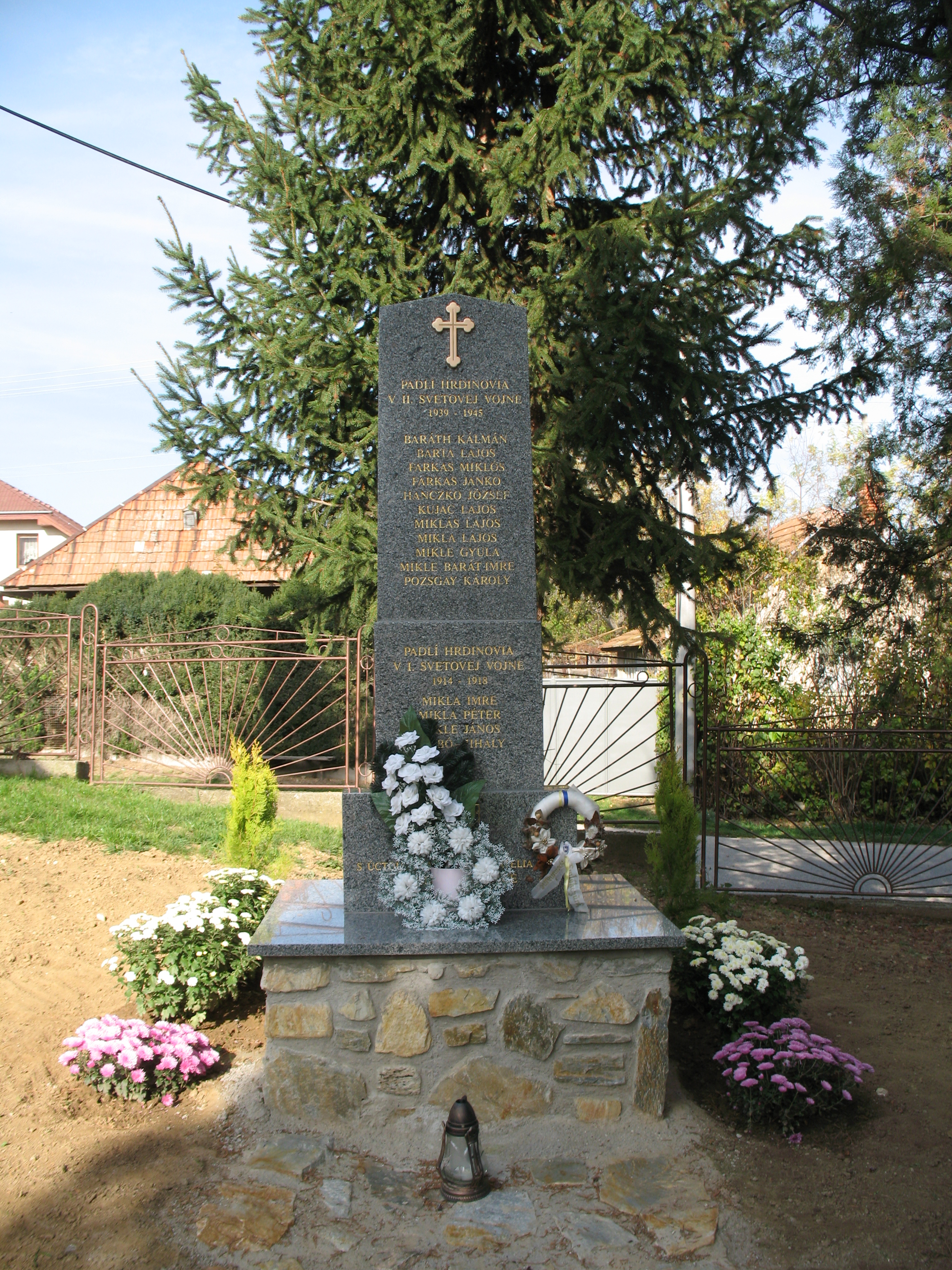
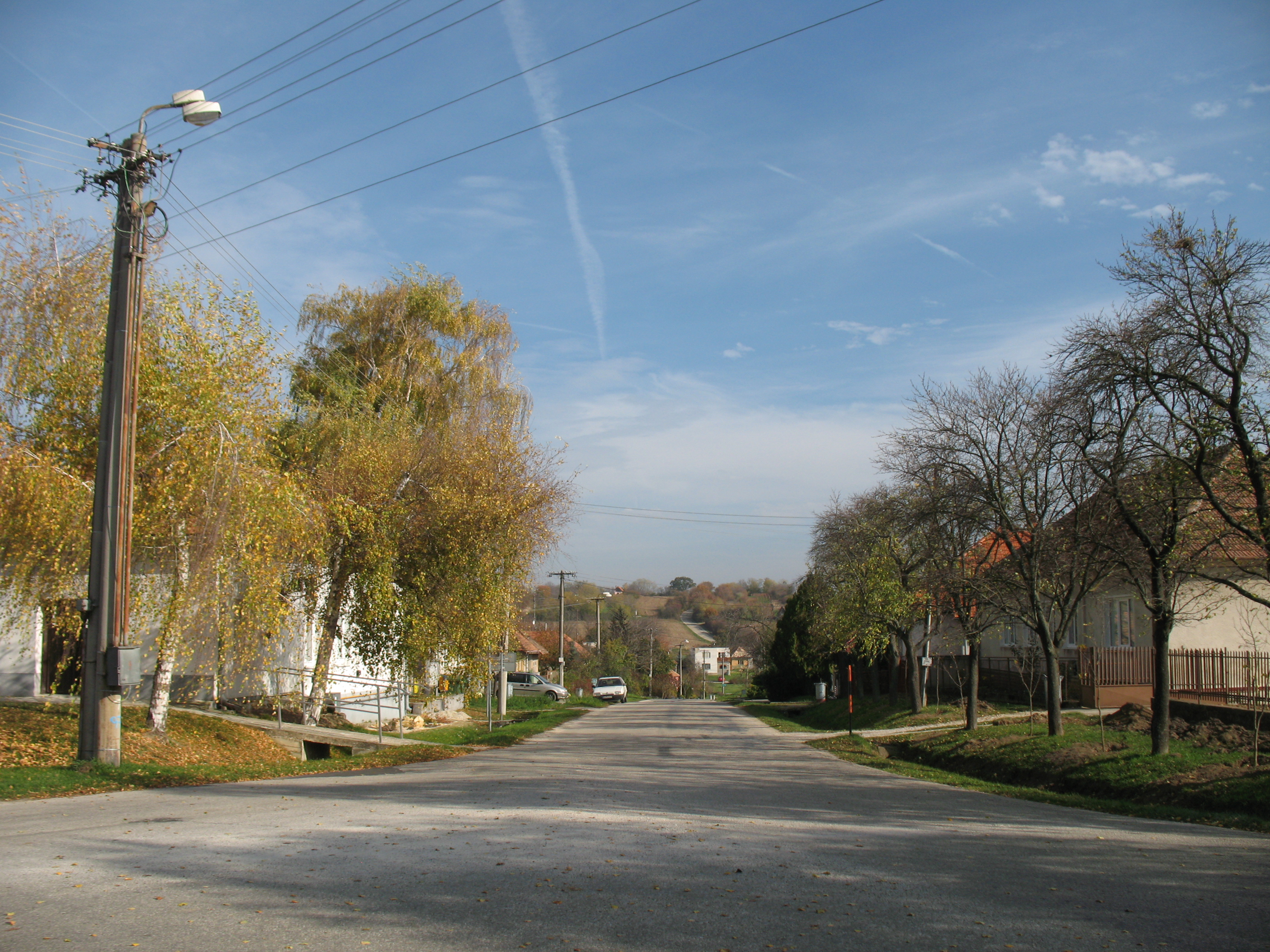

- Római katolikus temploma a 13. század első felében épült román stílusban, 1746-ban barokk stílusban építették át.[27]
- Utikápolnája a 18. század második felében épült.

## Külső hivatkozások
- Nagyhind XIII. századi temploma
- Magyar katolikus lexikon
- Községinfó
- Nagyhind Szlovákia térképén
- E-obce.sk Archiválva 2008. február 26-i dátummal a Wayback Machine-ben